# IC 2386
IC 2386 — галактика типу * (зірка) у сузір'ї Рак.
Цей об'єкт міститься в оригінальній редакції індексного каталогу.